# Wahlkreis Glasgow Govan (Schottisches Parlament)
| Glasgow Govan           |
| ----------------------- |
| Glasgow Govan · Glasgow |
| Gebildet                |
| 1999                    |
| Abgeschafft             |
| 2011                    |
| Regionen                |
| Glasgow                 |

Glasgow Govan war ein Wahlkreis für das Schottische Parlament. Er wurde 1999 als einer von zehn Wahlkreisen der Wahlregion Glasgow eingeführt, die im Zuge der Revision der Wahlkreise im Jahre 2011 neu zugeschnitten wurde und nur noch neun Wahlkreise umfasst. Hierbei wurde der Wahlkreis Glasgow Govan abgeschafft. Er umfasste die westlichen Glasgower Stadtbezirke, unter anderem Ibrox, Govan, Pollokshaws, Pollokshields und Shieldhall und entsandte einen Abgeordneten. Der Großteil der Gebiete von Glasgow Govan ist nun den Wahlkreisen Glasgow Cathcart, Glasgow Pollok und Glasgow Southside zugeordnet. Bei Zensuserhebung 2001 lebten insgesamt 60.393 Personen innerhalb seiner Grenzen.

## Wahlergebnisse

### Parlamentswahl 1999
| Ergebnisse der Parlamentswahl 1999 | Ergebnisse der Parlamentswahl 1999 | Ergebnisse der Parlamentswahl 1999 | Ergebnisse der Parlamentswahl 1999 |
| Partei                             | Kandidat                           | Stimmen                            | %                                  |
| ---------------------------------- | ---------------------------------- | ---------------------------------- | ---------------------------------- |
| Labour                             | Gordon Jackson                     | 11.421                             | 43,3                               |
| SNP                                | Nicola Sturgeon                    | 9665                               | 36,7                               |
| Conservative                       | Tasmina Ahmed-Sheikh               | 2343                               | 8,9                                |
| Liberal Democrats                  | Mohammed Aslam Khan                | 1479                               | 5,6                                |
| Socialist                          | Charlie McCarthy                   | 1275                               | 4,8                                |
| Communist                          | John Foster                        | 190                                | 0,7                                |
| Wahlbeteiligung: 26.373 (49,20 %)  |                                    |                                    |                                    |

### Parlamentswahl 2003
| Ergebnisse der Parlamentswahl 2003 | Ergebnisse der Parlamentswahl 2003 | Ergebnisse der Parlamentswahl 2003 | Ergebnisse der Parlamentswahl 2003 | Ergebnisse der Parlamentswahl 2003 |
| Partei                             | Kandidat                           | Stimmen                            | %                                  | ±                                  |
| ---------------------------------- | ---------------------------------- | ---------------------------------- | ---------------------------------- | ---------------------------------- |
| Labour                             | Gordon Jackson                     | 7834                               | 37,1                               | −6,2                               |
| SNP                                | Nicola Sturgeon                    | 6599                               | 31,2                               | −5,5                               |
| Socialist                          | Jimmy Scott                        | 2369                               | 11,2                               | +6,4                               |
| Conservative                       | Faisal Butt                        | 1878                               | 8,9                                | ±0,0                               |
| Liberal Democrats                  | Paul Graham                        | 1807                               | 8,6                                | +3,0                               |
| Parteilos                          | Abdul Razaq Dean                   | 226                                | 1,1                                | +1,1                               |
| Communist                          | John Foster                        | 215                                | 1,0                                | +1,0                               |
| Scottish Peoples Alliance          | Asif Nasir                         | 208                                | 1,0                                | +1,0                               |
| Wahlbeteiligung: 21.136 (43,45 %)  |                                    |                                    |                                    |                                    |

### Parlamentswahl 2007
| Ergebnisse der Parlamentswahl 2007 | Ergebnisse der Parlamentswahl 2007 | Ergebnisse der Parlamentswahl 2007 | Ergebnisse der Parlamentswahl 2007 | Ergebnisse der Parlamentswahl 2007 |
| Partei                             | Kandidat                           | Stimmen                            | %                                  | ±                                  |
| ---------------------------------- | ---------------------------------- | ---------------------------------- | ---------------------------------- | ---------------------------------- |
| SNP                                | Nicola Sturgeon                    | 9010                               | 41,9                               | +10,7                              |
| Labour                             | Gordon Jackson                     | 8,266                              | 38,4                               | +1,3                               |
| Liberal Democrats                  | Chris Young                        | 1891                               | 8,8                                | +0,2                               |
| Conservative                       | Martyn McIntyre                    | 1680                               | 7,8                                | −1,1                               |
| Parteilos                          | Asif Nasir                         | 423                                | 2,0                                | +1,0                               |
| Communist                          | Elinor McKenzie                    | 251                                | 1,2                                | +1,2                               |
| Wahlbeteiligung: 21.521 (45,40 %)  |                                    |                                    |                                    |                                    |